# Cultura de Polonia

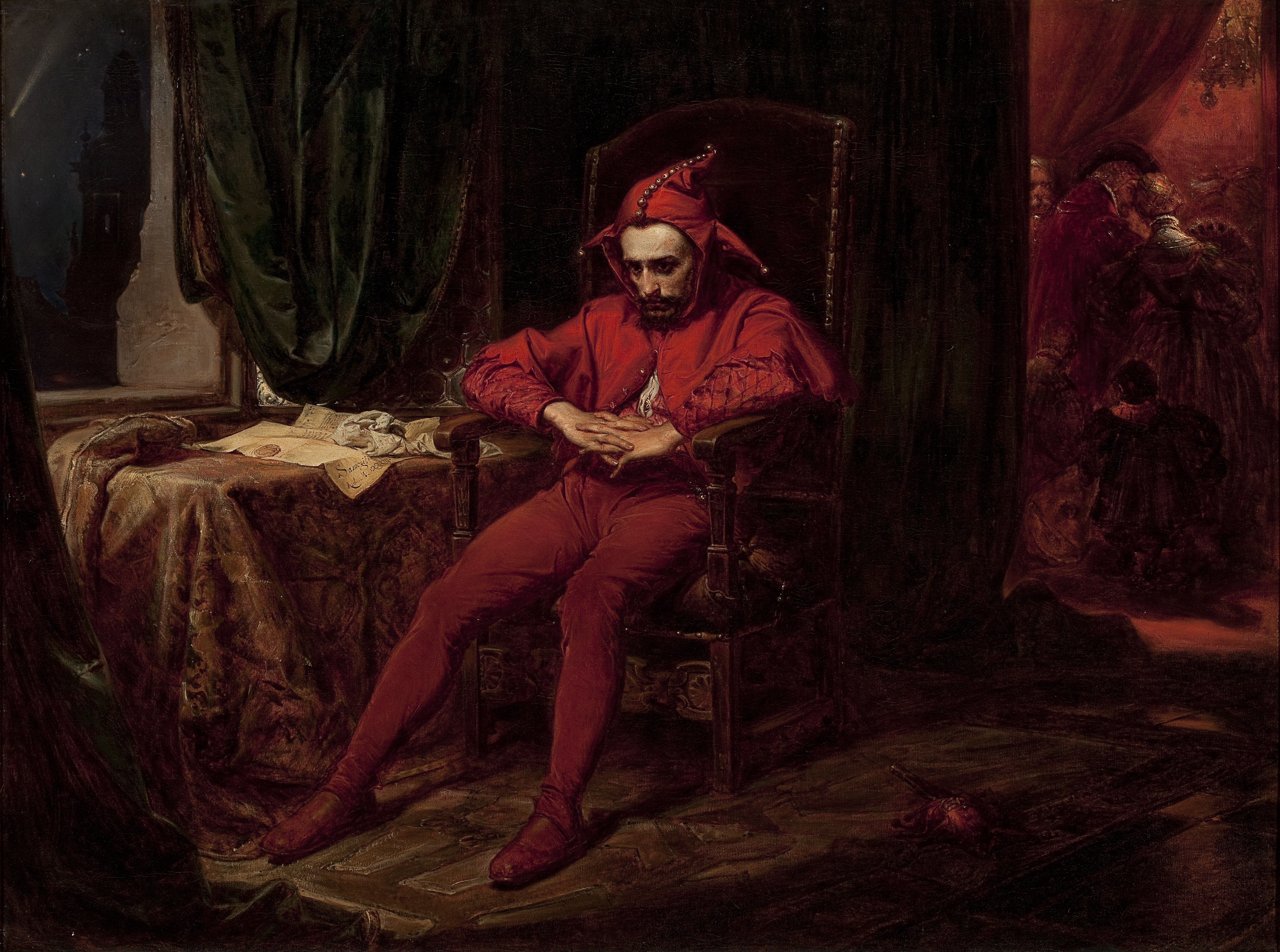
Stańczyk, hecho por Jan Matejko.

La cultura de Polonia está estrechamente conectada con su historia intrincada de 1000 años.

## Influencias
Su carácter único se desarrolló como un resultado de su geografía en la confluencia de Europa Occidental y Oriental. Con el tiempo, la cultura polaca se ha visto profundamente influida por sus vínculos con los mundos germánicos, latinos y bizantinos, como también el diálogo continuo con los muchos otros grupos étnicos y las minorías que viven en Polonia.
El pueblo de Polonia se ha considerado tradicionalmente hospitalario hacia los artistas del extranjero y con ganas de seguir las tendencias culturales y artísticas en otros países. En los siglos XIX y XX, los polacos se enfocaron en la promoción cultural a menudo prevalecida sobre la actividad política y económica. Estos factores han contribuido a la naturaleza versátil del arte polaco, con todos sus innumerables matices complejos.
La cultura polaca se ha visto influenciada tanto por la cultura oriental como la occidental. Actualmente, esto se evidencia en su arquitectura y arte. Polonia es el lugar de nacimiento de varios personajes conocidos, como Marie Curie, Frédéric Chopin, y Nicolás Copérnico, el papa Juan Pablo II, Lech Wałęsa, Joseph Conrad y Shimon Peres, entre otros.
El arte polaco ha reflejado las tendencias mundiales. El famoso pintor Jan Matejko incluyó numerosos eventos históricos significativos en sus pinturas. Otro artista polaco importante fue Stanisław Ignacy Witkiewicz. Fue un ejemplo del hombre renacentista, así como un destacado dramaturgo, pintor y poeta

## Literatura
Los inicios de la literatura polaca datan de los años 1100, e incluye poetas y escritores como Jan Kochanowski, Adam Mickiewicz, Bolesław Prus, Juliusz Słowacki, Witold Gombrowicz, Stanisław Lem, Ryszard Kapuściński, Henryk Sienkiewicz, Władysław Reymont, Czesław Miłosz, Wisława Szymborska, Olga Tokarczuk (los cinco últimos siendo ganadores del Premio Nobel de Literatura), y el novelista inglés de origen polaco Joseph Conrad.

## Cine
Muchos directores de cine polacos son mundialmente conocidos, incluyendo a los ganadores del Óscar Roman Polański, Andrzej Wajda, Zbigniew Rybczyński, Janusz Kamiński y Krzysztof Kieślowski. También son mundialmente conocidas las actrices Helena Modrzejewska y Pola Negri.

## Música
Entre los compositores, es conocido mundialmente Frédéric Chopin, así como Krzysztof Penderecki, Henryk Mikołaj Górecki, y Karol Szymanowski, entre otros.

## Gastronomía

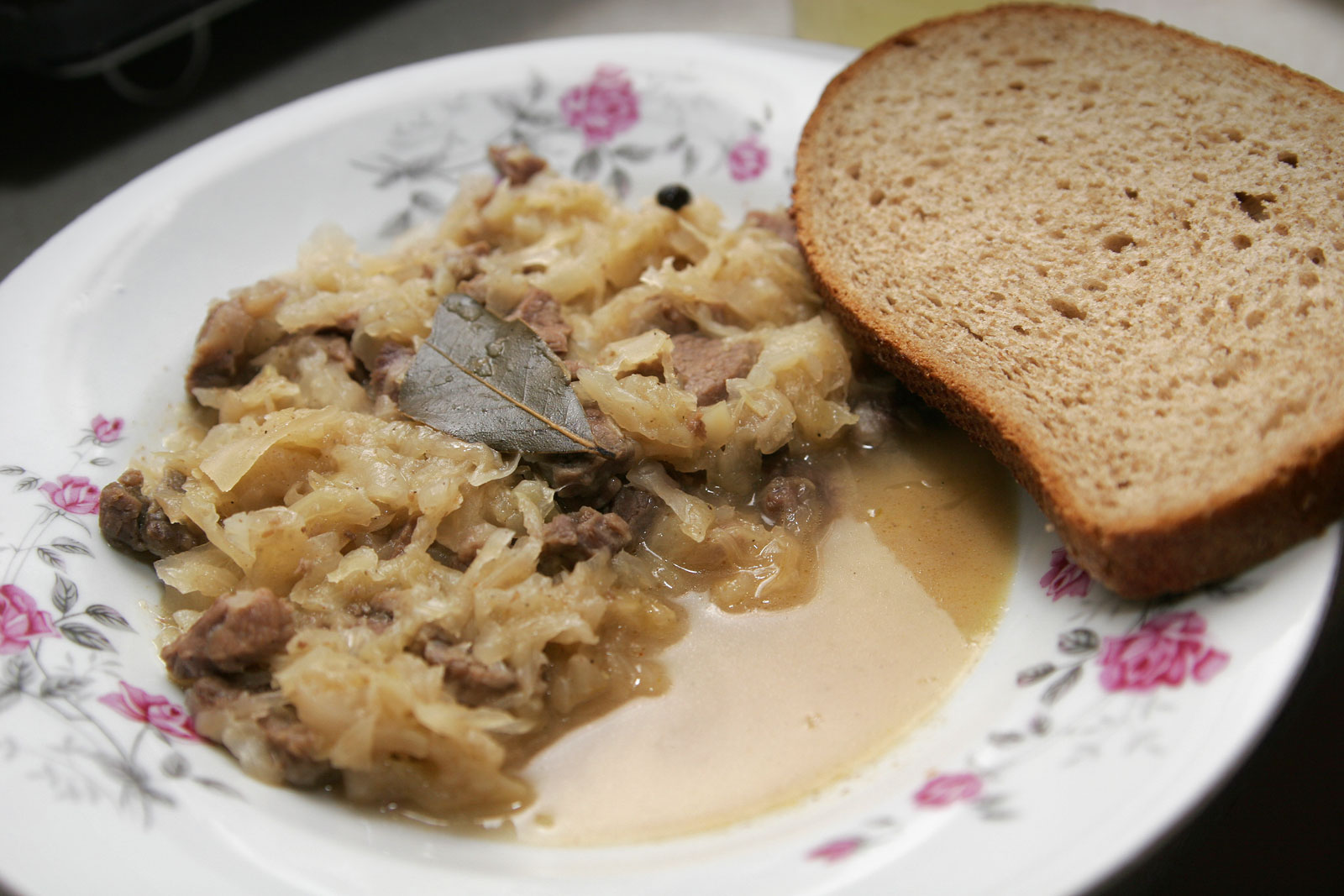
Plato tradicional de Polonia y Lituania, Bigos de ternera.

Platos famosos de la cocina polaca son kiełbasa, barszcz, pierogi, flaczki (sopa de tripa), gołąbki, oscypek, kotlet schabowy (chuletas de cerdo polacas), bigos, varios platos de patata, sandwich de zapiekanka, entre otros. Los postres tradicionales polacos incluyen el pączki, y el pan de jengibre.
El bigos se puede considerar el plato nacional de Polonia aunque también es tradicional en Lituania. Está compuesto de col agria muy similar al sauerkraut y de varios tipos de carnes frescas, embutidos (como la kielbasa), setas secas y ciruelas secas. Tradicionalmente un plato de los cazadores servido después de la caza.

## Galería

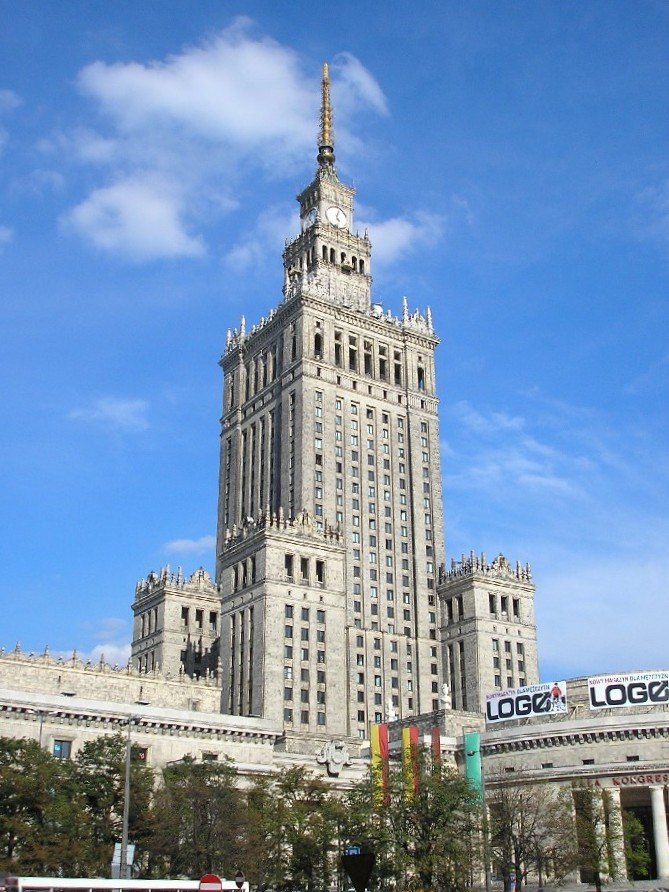
Palacio de la Cultura de Varsovia.
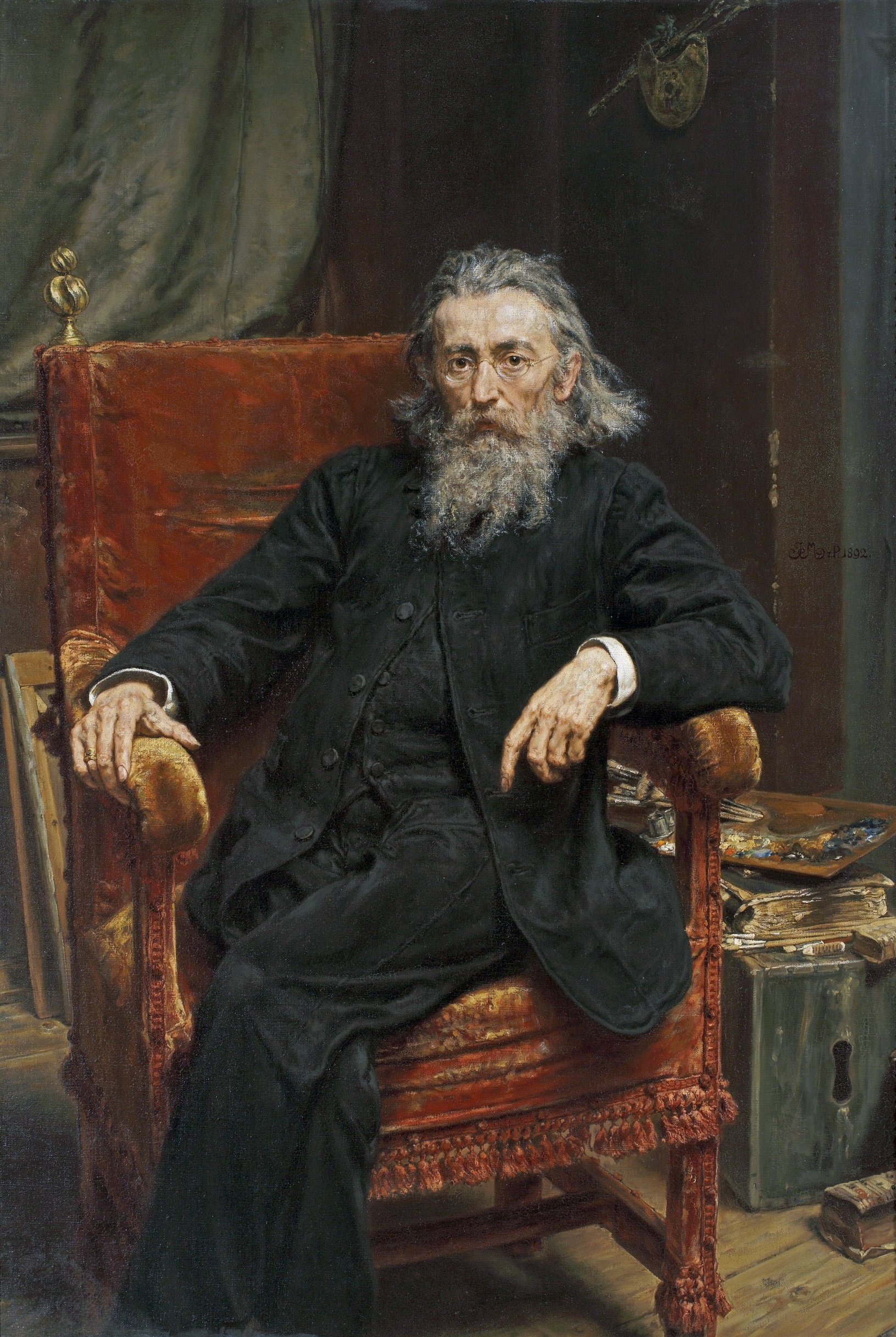
Jan Matejko
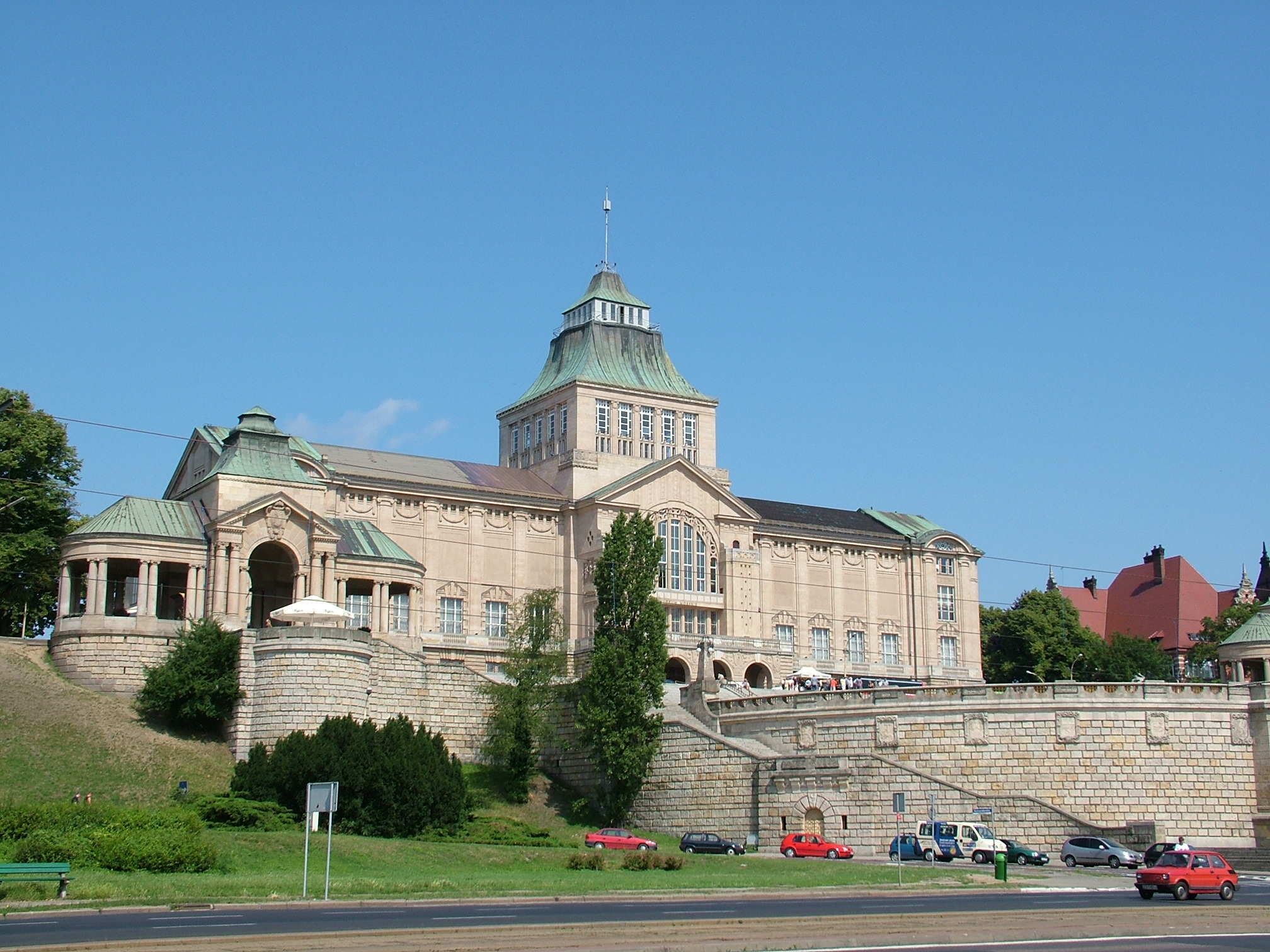
Museo Marítimo y Teatro, Szczecin.
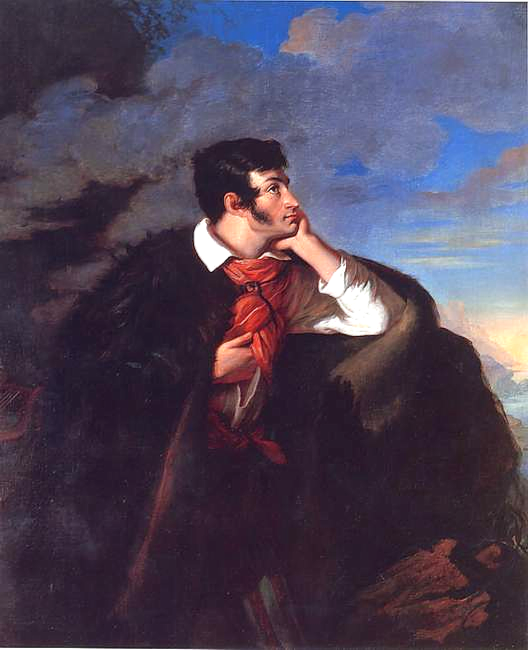
Adam Mickiewicz